# Вільшана (притока Хоролу)
Вільшана — річка в Україні, у Роменському районі Сумської області. Права притока Хоролу (басейн Дніпра).

## Опис
Довжина річки 18 км, похил річки — 1,9 м/км. Площа басейну 127 км².

## Розташування
Бере початок у селі Попівщина. Тече переважно на південний схід і у Русанівці впадає в річку Хорол, праву притоку Псла.
Населені пункти вздовж берегової смуги: Закубанка, Саханське, Коцупіївка, Яснопільщина, Макіївське.

## Притока
- Жидівка (ліва).